# Gohō dōji

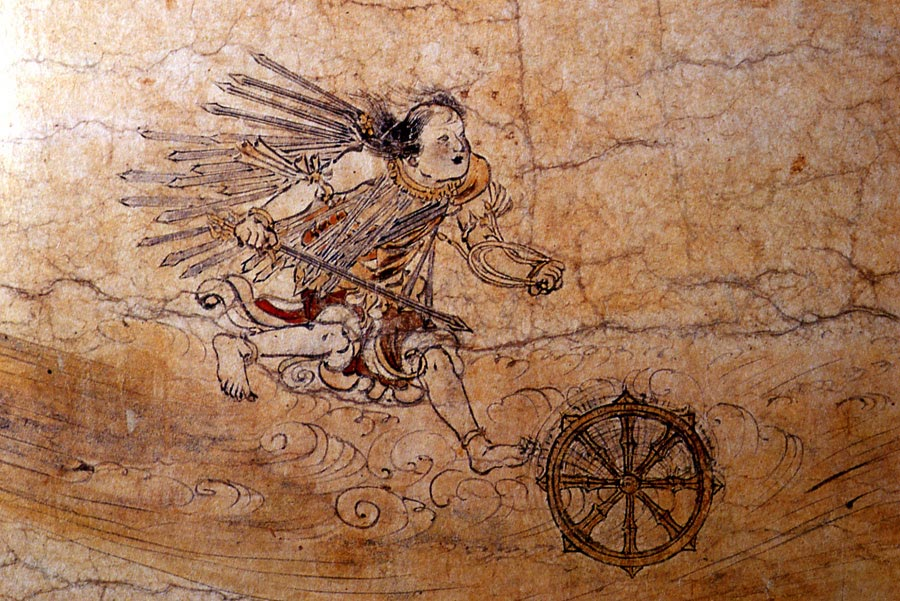
Ilustración clásica de un Gohō dōji

Un gohō dōji (護法童子?) es un espíritu del folclore budista japonés.

## Descripción
Es descrito como un espíritu familiar o yōkai pequeño y de aspecto infantil cuyo propósito es servir a los seguidores del dharma. En historias clásicas, como el Uji Shui Monogatari, es representado con la apariencia de un niño que porta un collar hecho de espadas, con una gran espada en una mano y un lazo en la otra, que se desplaza por el aire sobre una rueda del dharma.
Aunque no es consistente, los gohō aparecen normalmente en parejas, y suelen estar representados con expresiones indignadas o iracundas, y normalmente correteando o levitando. Aunque suelen ser niños o jóvenes, también pueden tomar la forma de ancianos, demonios e incluso animales.

## Origen
En la doctrina del shugendō, los gohō son considerados como deidades subordinadas a los principales objetos de adoración, los gongen, y son venerados como los protectores de los practicantes de la doctrina. Estos espíritus sirven también a altos sacerdotes, quienes pueden controlarlos a su voluntad, y a deidades mayores como Fudō Myō-ō; entre los sirvientes de esta se cuentan Kongara y Seitaka.
En la antigüedad se creía que los gohō del santuario de Inari en Kumano protegían a los peregrinos budistas, y un ritual llamado Gohō okuri era realizado durante el viaje de vuelta para hacer volver a los gohō al templo.